# 5619 (année hébraïque)
5619 (hébreu : ה'תרי"ט , abbr. : תרי"ט) est une année hébraïque qui a commencé à la veille au soir du 9 septembre 1858 et s'est finie le 28 septembre 1859. Cette année a compté 385 jours. Ce fut une année embolismique dans le cycle métonique, avec deux mois de Adar - Adar I et Adar II. Ce fut la cinquième année depuis la dernière année de chemitta.

## Calendrier
Ce calendrier hébraïque de l'année 5619 donne les correspondances avec les dates du calendrier grégorien.
Le premier nombre dans chaque case correspond au jour du mois hébraïque. Les jours en couleurs sont des jours remarquables juifs .
| ◄◄ | 5619 | ►► |

## Naissances
- Cholem Aleikhem

## Décès
- Menahem Mendel de Kotzk

5614 - 5615 - 5616 - 5617 - 5618 - 5619 - 5620 - 5621 - 5622 - 5623 - 5624